# Eugen-Kogon-Preis
Der Eugen-Kogon-Preis ist eine internationale politische Auszeichnung, die die Stadt Königstein im Taunus seit 2002 verleiht.
Mit diesem Preis will die Stadt an Eugen Kogon erinnern, der bis zu seinem Tod Königsteiner Stadtteil Falkenstein lebte. In seinem Sinne soll er an Persönlichkeiten verliehen werden, „die sich den Grundwerten lebendiger Demokratie verpflichtet fühlen, ihr Leben in den Dienst dieser Werte gestellt haben und dabei so erfolgreich waren, dass dies auch an ihrer öffentlichen Bedeutung ablesbar ist“ (lt. Selbstdarstellung).
Die Auszeichnung ist mit 5.000 Euro dotiert. Ein Kuratorium unter Vorsitz von Michael Hesse (Stadtverordnetenvorsteher) und Beatrice Schenk-Motzko (Bürgermeisterin) entscheidet über den Preisträger.

## Preisträger
- 2002 Władysław Bartoszewski
- 2003 Hartmut von Hentig
- 2004 Joseph Rovan
- 2005 Hans Maier
- 2006 und 2007 keine Verleihung
- 2008 Maximilian-Kolbe-Werk
- 2009 Stéphane Hessel
- 2010 Hildegard Hamm-Brücher
- 2012 Václav Havel[2]
- 2013 Danny Atar, Bürgermeister von Gilboa in Israel, und an Kadura Moussa, den verstorbenen Gouverneur von Dschenin in Palästina
- 2015 Gunter Demnig[3]
- 2016 Alfons Nossol[4] (Verleihung 10. März 2017)
- 2018 Alfred Grosser[5]
- 2019 Herta Müller[6][7]
- 2022 Marianne Birthler (Verleihung 2025)[1]
- 2024 Karoline Preisler[1]